# Ernest Troubridge
Ernest Charles Thomas Troubridge (ur. 15 lipca 1862 w Hampstead, zm. 28 stycznia 1926 w Biarritz) – brytyjski dowódca wojskowy, admirał Royal Navy w czasie I wojny światowej.

## Życiorys

### Pochodzenie i początek służby
Ernest Troubridge urodził się w londyńskiej dzielnicy Hampstead jako trzeci syn sir Thomasa Troubridge'a, pułkownika armii brytyjskiej wsławionego odwagą w czasie wojny krymskiej i poważnie rannego (stracił prawe ramię i lewą stopę) w bitwie pod Inkermanem. W rodzinie były silne tradycje służby wojskowej, dziadek i pradziadek Ernesta byli oficerami marynarki, dalszymi krewnymi byli Alexander i Thomas Cochranowie.
Młody Ernest Troubridge ukończył Wellington College w Crowthorne, by w 1875 roku wstąpić w szeregi marynarki wojennej. Jako kadet przeszedł edukację w Royal Navy College w Dartmouth i w 1884 roku otrzymał promocję na stopień porucznika marynarki. W cztery lata później wykazał się osobistą odwagą, ratując marynarza, który znalazł się za burtą okrętu podczas pobytu w zatoce Suda na Krecie. Za ten czy Ernest Troubridge został odznaczony srebrnym medalem Royal Human Society.

### Kariera przed I wojną światową
Przez kilka kolejnych lat Ernest Troubridge służył we Flocie Śródziemnomorskiej, jako oficer na pancerniku HMS „Revenge”, okręcie flagowym zastępcy dowódcy floty. W 1895 roku otrzymał awans do stopnia komandora porucznika (Commander), zaś w 1901 roku komandora (Captain). W tym samym roku został attaché morskim ambasady w Wiedniu, a w roku następnym w Madrycie. W maju 1902 roku został wysłany w tej samej funkcji do Tokio. Pozostał tam do 1904 roku, po wybuchu wojny rosyjsko-japońskiej pełniąc rolę obserwatora ze strony brytyjskiej na pokładach okrętów japońskich podczas bitwy pod Czemulpo i obrony Port Artur. Podczas pobytu w Japonii komandor Troubridge został odznaczony Orderem Wschodzącego Słońca, a po powrocie do kraju Orderem św. Michała i św. Jerzego i Królewskim Orderem Wiktoriańskim.
W latach 1904–1908 powrócił do służby we Flocie Śródziemnomorskiej, dowodząc jej okrętem flagowym, pancernikiem HMS „Queen”. Przez dwa następne lata służył na lądzie, jako komendant bazy marynarki w Chatham. Od 1910 roku objął funkcję sekretarza Pierwszego Lorda Admiralicji, początkowo Reginalda McKenny, później Winstona Churchilla. W 1911 roku awansowany do stopnia kontradmirała (Rear-Admiral), rok później został na krótko (dzięki protekcji króla Jerzego V) szefem sztabu marynarki. Na tym stanowisku naraził się wielu wpływowym oficerom Royal Navy (w tym ówczesnemu Pierwszemu Lordowi Morskiemu, admirałowi Francisowi Bridgemanowi), będąc autorem nierealnych planów stworzenia szczelnego kordonu jednostek floty wokół Wysp Brytyjskich. Znalazł się również w konflikcie z Winstonem Churchillem, który ostatecznie usunął go z funkcji pod koniec roku, proponując mu powrót do służby liniowej, jako dowódcy 1. Eskadry Krążowników Floty Śródziemnomorskiej, składającej się z czterech krążowników pancernych: HMS „Defence” (okręt flagowy), HMS „Duke of Edinburgh”, HMS „Warrior” i HMS „Black Prince”.

### I wojna światowa
Na tym stanowisku zastał go wybuch I wojny światowej. Pierwszą akcją Floty Śródziemnomorskiej, z eskadrą kontradmirała Troubridge'a, był pościg za niemieckimi krążownikami SMS „Goeben” i SMS „Breslau”, dowodzonymi przez kontradmirała Wilhelma Souchona. 1. Eskadra Krążowników miała początkowo za zadanie patrolować rejon Cieśniny Otranto, aby nie dopuścić do niezauważonego wyjścia jednostek przeciwnika na otwarte wody Morza Śródziemnego. Gdy okręty niemieckie wyszły z portu w Mesynie 6 sierpnia 1914 roku, by zgodnie z otrzymanymi z Berlina rozkazami udać się do Konstantynopola, obrały początkowo kurs na Adriatyk. Ten manewr zmylił kontradmirała Troubridge'a, który dodatkowo zbyt ściśle trzymał się rozkazów Admiralicji o nie atakowaniu dużych okrętów (w zamyśle rozkazodawcy miały one dotyczyć floty Austro-Węgier, Troubridge rozciągnął je także na niemieckie krążowniki). Po zrozumieniu swego błędu kontradmirał Troubridge ruszył w pościg, ale zrezygnował z niego ostatecznie rankiem 7 sierpnia, mając na uwadze przewagę ogniową i szybkości niemieckiej eskadry. Admiralicja uznała, że Flota Śródziemnomorska ośmieszyła się nieudanym pościgiem. Dowódca floty, admirał Archibald Berkeley Milne oraz kontradmirał Troubridge zostali odwołani ze swych stanowisk. Ernest Troubridge stanął przed sądem wojennym, który, biorąc pod uwagę wszystkie okoliczności akcji, uwolnił go z zarzutów. Presja opinii publicznej i osobista niechęć Pierwszego Lorda Morskiego, Johna Fishera, sprawiły jednak, że kontradmirał Troubridge nie otrzymał już dowództwa na morzu. W styczniu 1915 roku został szefem brytyjskiej misji wojskowej w Serbii.
Głównym zadaniem niewielkich sił brytyjskich w Serbii było utrzymanie kontroli nad szlakiem komunikacyjnym na Dunaju i niedopuszczenie do transportowania tą drogą materiałów wojskowych z Niemiec i Austro-Węgier na Morze Czarne i dalej do Turcji. Było to szczególnie ważne w okresie kampanii dardanelskiej. Po przystąpieniu Bułgarii do wojny po stronie państw centralnych i ataku ich wojsk na Serbię w październiku 1915 roku, kontradmirał Troubridge wycofał się wraz z armią serbską na wybrzeże adriatyckie a następnie dowodził ewakuacją na Korfu w grudniu 1915 i styczniu 1916 roku. W tym czasie swym działaniem zdobył uznanie serbskiego następcy tronu, Aleksandra, który traktował go jako osobistego doradcę. W czerwcu 1916 roku Ernest Troubridge otrzymał awans do stopnia wiceadmirała (Vice-Admiral) i dołączył do nowo formowanej w Salonikach armii serbskiej. Uczestniczył w kampanii bałkańskiej do końca I wojny światowej, dowodząc między innymi flotyllą kanonierek na Dunaju.

### Ostatnie lata
Na początku 1919 roku powrócił do Wielkiej Brytanii i awansował do stopnia admirała (Admiral). Jego doświadczenie z czasu pobytu na Bałkanach spowodowało, że zaproponowano mu stanowisko przewodniczącego międzynarodowej komisji nadzorującej swobodę żeglugi na Dunaju. Pełnił tę funkcję, z przerwami, do marca 1924 roku. Po przejściu na emeryturę osiadł we francuskim Biarritz, gdzie zmarł 28 stycznia 1926 roku.

## Odznaczenia
- Kawaler Komandor Orderu św. Michała i św. Jerzego (Wielka Brytania)
- Kawaler Królewskiego Orderu Wiktoriańskiego (Wielka Brytania)
- Srebrny Medal Royal Human Society (Wielka Brytania)
- Krzyż Wojenny (Czechosłowacja)
- Krzyż Wojenny (Francja)
- Wielki Komandor Orderu Zbawiciela (Grecja)
- Order Wschodzącego Słońca (Japonia)
- Krzyż Wielki Orderu Gwiazdy (Rumunia)
- Krzyż Wielki Orderu Orła Białego (Serbia)
- Wielki Oficer Orderu Gwiazdy Jerzego Czarnego (Serbia)
- Krzyż Wielki Orderu Świętych Maurycego i Łazarza (Włochy)

## Życie osobiste
Ernest Troubridge był dwukrotnie żonaty. Po raz pierwszy ożenił się 29 grudnia 1891 roku z Edith Mary Duffus. Ich syn, Thomas Hope Troubridge, również został oficerem Royal Navy, służył w czasie II wojny światowej a po jej zakończeniu został Piątym Lordem Morskim w randze wiceadmirała. Po śmierci pierwszej żony (w 1900 roku) Ernest Troubridge poślubił 10 października 1908 roku Margot Elenę Gertrud Taylor, rzeźbiarkę i tłumaczkę literatury pięknej, znaną jako Una Vincenzo. Para ta od 1919 roku pozostawała w separacji z powodu długoletniego homoseksualnego związku Uny z pisarką Radclyffe Hall.